# Colores santos
Colores santos es un álbum de estudio lanzado en el año 1992 realizado por los músicos argentinos Gustavo Cerati y Daniel Melero, siendo su primer y quinto álbum de estudio respectivamente. Contó con la colaboración de Flavio Etcheto en trompetas y coros de Carola Bony en «Pudo ser». El álbum nunca fue presentado formalmente en vivo.
El álbum muestra una fuerte influencia de la música electrónica que Cerati luego incluiría en el siguiente trabajo de Soda Stereo, Dynamo. El crítico de música Ivan Adaime de Allmusic dijo que "de alguna manera este disco fue como un ovni en la escena del rock argentino a principios de los años 90".
Entre las canciones del disco, Gustavo Cerati interpretó en vivo «Hoy ya no soy yo» (Gira Bocanada), «Colores Santos» (Siempre es hoy), «Vuelta por el universo» (Gira Comfort y música para volar con Soda Stereo, de solista en la Gira Bocanada, Siempre es hoy y Ahí vamos), «Marea de Venus» (Bocanada, Siempre es hoy y Gira Fuerza natural), y «Tu medicina» (Bocanada y Ahí vamos).
Las canciones «Vuelta por el universo» y «Hoy ya no soy yo» son las únicas del álbum que cuentan con videos musicales promocionales.

## Comentario sobre el disco
Cerati: "Estamos enamorados de casi todos los temas, incluso del movimiento que tiene el disco desde el principio hasta el final."

Melero: "El disco más que producto de una amistad, la amistad es consecuencia del trabajo, nosotros nos vimos involucrados en una serie de música que nos gustó y detrás descubrimos a la persona, como dos músicos que se hacen amigos y no dos amigos que hacen un disco."

## Lista de canciones
Todas las canciones fueron escritas y compuestas por Cerati y Melero excepto las canciones «La cuerda planetaria» escrita por Melero y «Tu medicina» escrita por Cerati.
| N.º   | Título | Duración |  |
| 1.    | «Vuelta por el universo» (Contiene un sample de «Crazy (Chick on My Tip Mix)» de Seal)                                           | 6:03     |  |
| 2.    | «Marea de venus» (Contiene samples de «Fools Gold» de The Stone Roses y «Someone Keeps Moving My Chair» de They Might Be Giants) | 4:25     |  |
| 3.    | «Cozumel» (Contiene un sample de «Goin' Back to the Wild» de Stereo MC's)                                                        | 3:37     |  |
| 4.    | «Quatro» (Contiene un sample de «His Circle and Hers Meet» de Peter Murphy)                                                      | 5:10     |  |
| 5.    | «Pudo ser» (Contiene un sample de «A Hard Day's Night» de The Beatles)                                                           | 5:26     |  |
| 6.    | «Hoy ya no soy yo» | 4:09     |  |
| 7.    | «La cuerda planetaria» | 4:57     |  |
| 8.    | «Madre tierra» | 4:30     |  |
| 9.    | «Tu medicina» | 4:40     |  |
| 10.   | «Alborada» | 2:49     |  |
| 11.   | «Colores santos» | 4:47     |  |
| 50:37 | |          |  |

## Colores Santos: The Remixes
Colores Santos: The Remixes es una reedición digitalmente remasterizada del álbum Colores Santos. Esta versión incluye todas las canciones del disco original (excepto «Madre Tierra» y «Alborada») en un orden alterado, y además como extra incluye tres remixes exclusivos: «Hoy ya no soy yo (Sl Mix)», «Quatro (Melo-Git Mix)» y «Hoy ya no soy yo (MC Mix)» que no estaban en el disco original.

## Lista de canciones
Todas las canciones fueron escritas y compuestas por Cerati y Melero excepto las canciones «La cuerda planetaria» escrita por Melero y «Tu medicina» escrita por Cerati.(Mix) 
| N.º   | Título                      | Duración |  |
| 1.    | «Cozumel»                   | 3:37     |  |
| 2.    | «Quatro»                    | 5:09     |  |
| 3.    | «Marea de venus»            | 4:25     |  |
| 4.    | «Pudo ser»                  | 5:23     |  |
| 5.    | «Hoy ya no soy yo» (Sl Mix) | 5:42     |  |
| 6.    | «Quatro» (Melo-Git Mix)     | 5:44     |  |
| 7.    | «Hoy ya no soy yo»          | 4:08     |  |
| 8.    | «La cuerda planetaria»      | 4:56     |  |
| 9.    | «Vuelta por el universo»    | 6:02     |  |
| 10.   | «Tu medicina»               | 4:40     |  |
| 11.   | «Colores santos»            | 4:48     |  |
| 12.   | «Hoy ya no soy yo» (MC Mix) | 5:23     |  |
| 59:57 |                             |          |  |

## Ficha técnica
- Producción artística: Gustavo Cerati y Daniel Melero.
- Músicos invitados: Flavio Etcheto trompeta en «Madre tierra» y Carola Bony voz en «Pudo ser» y «Colores santos».
- Masterización: Michael Fuller en Fullersound, Miami.
- Ingeniero: Eduardo Bergallo.
- Asistentes: Juan Maggi y Eduardo Iencenella.
- Coordinación de producción: Eduardo Dell'Oro.
- Arte: Alejandro Ros.
- Grabado y mezclado en Estudio Supersónico, Buenos Aires, Argentina.